# ウバリシン
ウバリシン (英: uvaricin) はビス(テトラヒドロフラノイド)脂肪酸ラクトンであり、1982年にバンレイシ科植物 Uvaria accuminata の根から単離された。ウバリシンは強い抗癌作用を持つアセトゲニン系化合物に初めて分類された化合物である。アセトゲニンはバンレイシ科の植物に見られ、ミトコンドリアのNADHデヒドロゲナーゼを阻害することにより細胞を殺そうとする。ウバリシンの合成法は1998年に初めて発表され、立体選択性が改良された合成法が2001年に発表された。